# 46è Festival Internacional de Cinema de Berlín
El 46è Festival Internacional de Cinema de Berlín va tenir lloc entre el 15 i el 26 de febrer de 1996. L'Os d'Or fou atorgat a la pel·lícula britànico-estatunidenca Sense and Sensibility dirigida per Ang Lee. El festival va mostrar una retrospectiva dedicada al director, productorr i guionista estatunidenc William Wyler.

## Jurat

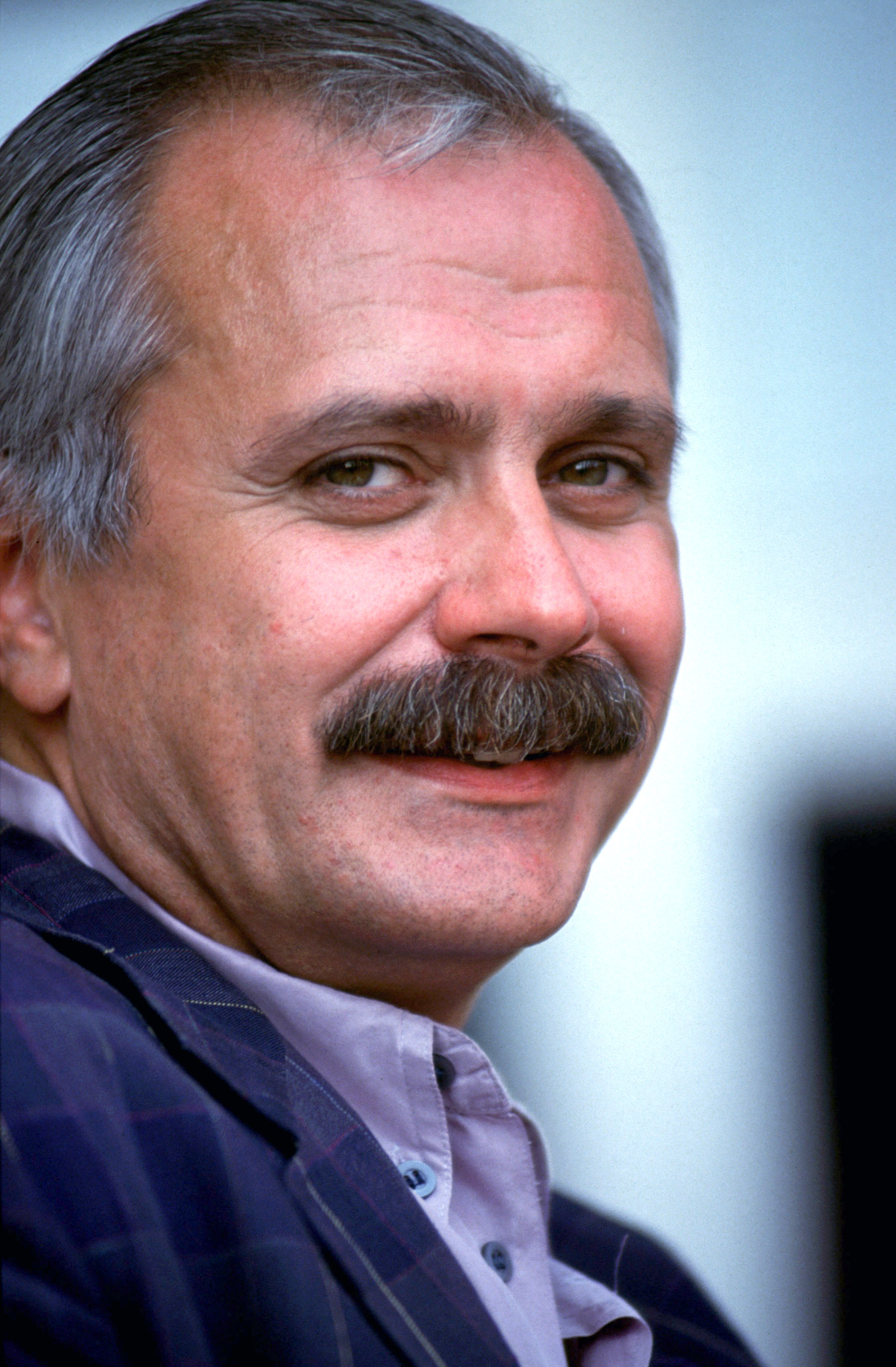
Nikita Mikhalkov, president del jurat

Les següents persones foren nomenades com a membres del jurat:
- Nikita Mikhalkov (Head of the Jury)
- Gila Almagor
- Vincenzo Cerami
- Joan Chen
- Ann Hui
- Peter Lilienthal
- Jürgen Prochnow
- Claude Rich
- Fay Weldon
- Catherine Wyler
- Christian Zeender

## Pel·lícules en competició
Les següents pel·lícules van competir per l'Os d'Or i per l'Os de Plata:
| Títol original                    | Director(s)       | País                     |
| --------------------------------- | ----------------- | ------------------------ |
| Dead Man Walking                  | Tim Robbins       | Estats Units             |
| Eno nakano bokuno mura            | Yōichi Higashi    | Japó                     |
| Éxtasis                           | Mariano Barroso   | Espanya                  |
| Faithful                          | Paul Mazursky     | Estats Units             |
| Get Shorty                        | Barry Sonnenfeld  | Estats Units             |
| Areumdaun cheongnyeon Jeon Tae-il | Park Kwang-su     | Corea del Sud            |
| Lust och fägring stor             | Bo Widerberg      | Dinamarca, Suècia        |
| Mahjong                           | Edward Yang       | Taiwan                   |
| Mary Reilly                       | Stephen Frears    | Estats Units             |
| Les menteurs                      | Élie Chouraqui    | França                   |
| Mon homme                         | Bertrand Blier    | França                   |
| Portland                          | Niels Arden Oplev | Dinamarca                |
| Restoration                       | Michael Hoffman   | Regne Unit, Estats Units |
| Rì guāng xiá gǔ                   | He Ping           | R.P. de la Xina          |
| Richard III                       | Richard Loncraine | Regne Unit, Estats Units |
| Sense and Sensibility             | Ang Lee           | Regne Unit, Estats Units |
| Stille Nacht                      | Dani Levy         | Alemanya, Suïssa         |
| Taiyang you er                    | Yim Ho            | Hong Kong                |
| 12 Monkeys                        | Terry Gilliam     | Estats Units             |
| Un été à La Goulette              | Férid Boughedir   | Tunísia, França, Bèlgica |
| Vite strozzate                    | Ricky Tognazzi    | Itàlia, França, Bèlgica  |
| What I Have Written               | John Hughes       | Austràlia                |
| Wielki tydzień                    | Andrzej Wajda     | Polònia                  |

## Premis

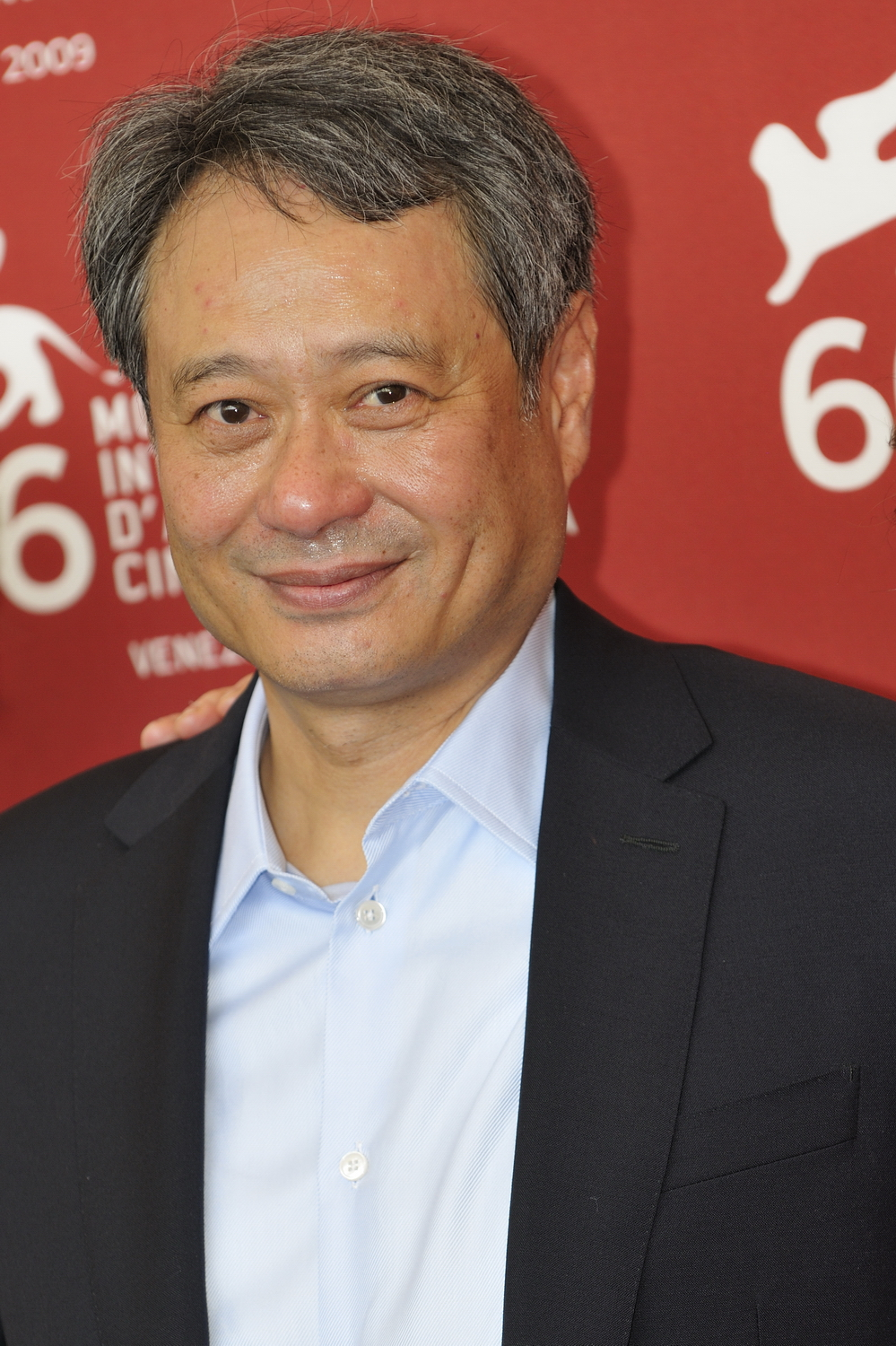
Ang Lee, guanyador de l'Os d'Or al festival

El jurat va atorgar els següents premis:
- Os d'Or: Sense and Sensibility de Ang Lee
- Os de Plata - Premi Especial del Jurat: Lust och fägring stor de Bo Widerberg
- Os de Plata a la millor direcció: 
  - Yim Ho per Taiyang you er
  - Richard Loncraine per Richard III
- Os de Plata a la millor interpretació femenina: Anouk Grinberg per Mon homme
- Os de Plata a la millor interpretació masculina: Sean Penn per Dead Man Walking
- Os de Plata per un èxit únic excepcional: Yōichi Higashi per Eno nakano bokuno mura
- Os de Plata per una contribució artística excepcional: Andrzej Wajda per Wielki tydzień
- Premi Alfred Bauer: Vite strozzate
- Menció honorífica:
  - Mahjong d'Edward Yang
  - Stille Nacht de Dani Levy
  - Rì guāng xiá gǔ de He Ping
- Premi Blaue Engel: Lust och fägring stor de Bo Widerberg
- Os d'Or honorífic:
  - Jack Lemmon
  - Elia Kazan
- Berlinale Camera:
  - Txinguiz Aitmàtov
  - Jodie Foster
  - Sally Field
  - Astrid Henning-Jensen
  - Volker Noth
- Premi FIPRESCI
  - Taiyang you er de Yim Ho